# Derby 10 CV
Der Derby 10 CV ist ein Pkw-Modell der 1920er Jahre. Es stammte von der französischen Marke Derby.

## Beschreibung
Das Fahrzeug wurde im Modelljahr 1928 angeboten, das von Oktober 1927 bis Oktober 1928 lief.
Es hatte einen Vierzylinder-Reihenmotor mit Wasserkühlung. Für die damalige Zeit üblich war er vorn im Fahrgestell eingebaut und trieb die Hinterachse an. Jeder Zylinder hatte 61 mm Bohrung und 94 mm Hub, was 1099 cm³ Hubraum ergab. Mithilfe eines Kompressors wurde die Motorleistung erhöht. Als Motorenhersteller kommen S.C.A.P. und Godefroy et Levêque (Ruby) in Frage.
10 CV war die Einstufung in Frankreich, die zur Berechnung der Kraftfahrzeugsteuer benötigt wurde.